# Cratere Dowa
Dowa  è un cratere sulla superficie di Marte.